# Marthe-Geke Bracht
Marthe-Geke Bracht (Winsum, 4 november 1968) is een Nederlandse actrice en journaliste.
Zij volgde de acteursopleiding aan de Toneelacademie Maastricht waar ze in 1991 afstudeerde.  Ze speelde voor het theater onder meer bij Theatergroep Hollandia, het Nationale Toneel, Het Zuidelijk Toneel, de Toneelschuur en het Toneelhuis (in Antwerpen, België). Tevens was ze te zien in diverse Nederlandse films en televisieseries, waaronder Volgens Robert (2013), Volgens Jacqueline (2015) en Petticoat. In 2006 speelde ze de rol van dokter in de Britse televisieserie Dalziel and Pascoe.
In 2019 maakte zij zich met Hadewych Minis en Gijs Scholten van Aschat hard voor meer zekerheid in de vergoedingen voor acteerwerk.
Bracht studeerde rechten aan de Universiteit van Amsterdam en is actief als (onderzoeks)journalist.